# Belinho
Belinho is een plaats (freguesia) in de Portugese gemeente Esposende en telt 2146 inwoners (2001).

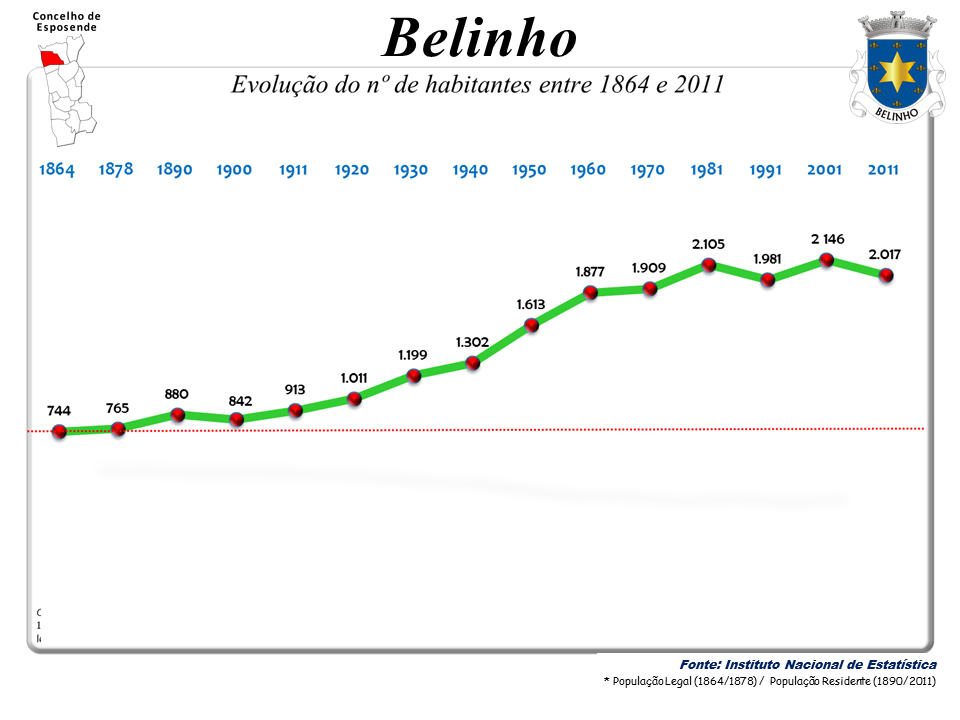
Bevolkingsontwikkeling tussen 1864 en 2011